# نيلسون سامبايو
نيلسون سامبايو هو لاعب كرة قدم برتغالي في مركز الدفاع، ولد في 4 أبريل 1992 في ماركو دي كانافيسس في البرتغال. لعب مع نادي ليتشويس.

## وصلات خارجية
- نيلسون سامبايو على موقع قاعدة بيانات كرة القدم.إي يو (الإنجليزية)
- نيلسون سامبايو على موقع Soccerway.com (الإنجليزية)